# Lophoceros
Lophoceros is een geslacht van vogels uit de familie neushoornvogels (Bucerotidae). Deze zogenoemde tokken leven in de droge gebieden van Afrika, waar ze jagen op sprinkhanen en termieten.

## Soorten
Het geslacht kent de volgende soorten:
- Lophoceros alboterminatus – Kuiftok
- Lophoceros bradfieldi – Bradfields tok
- Lophoceros camurus – Dwergtok
- Lophoceros fasciatus – Congolese bonte tok
- Lophoceros hemprichii – Hemprichs tok
- Lophoceros nasutus – Grijze tok
- Lophoceros pallidirostris – Diksnaveltok
- Lophoceros semifasciatus – West-Afrikaanse bonte tok